# Frans van Dooren
Frans van Dooren (Ravenstein, 2 november 1934 - Oss, 6 juli 2005) was een Nederlandse vertaler van voornamelijk Italiaanse en Latijnse literatuur. 
Na zijn opleiding gymnasium A aan het Titus Brandsma Lyceum te Oss behaalde Van Dooren in 1959 zijn doctoraalexamen klassieke talen aan de Katholieke Universiteit Nijmegen. Al tijdens zijn eerste studie werd hij leraar klassieke talen aan het Titus Brandsma lyceum te Oss, hij bleef hier leraar tot 1995. In 1971 behaalde hij cum laude zijn doctoraalexamen Italiaans, ook aan de Katholieke Universiteit Nijmegen.  
Van Dooren heeft meer dan 700 publicaties op zijn naam. Daarnaast schreef hij oorspronkelijk werk in het dialect van Ravenstein. Hij heeft meer dan duizend lezingen gehouden over Dante. Ook publiceerde hij een Geschiedenis van de klassieke Italiaanse literatuur (Amsterdam 1999). In 1990 ontving hij de Martinus Nijhoff-prijs voor zijn vertalingen van Italiaanse klassieken. De vertaling van Frans van Dooren van Dante's "Divina Commedia" werd in de Nederlandse vertaling van de bestseller van Dan Brown "Inferno" gebruikt.
Frans van Dooren was gehuwd en had 4 kinderen.

## Vertaald werk
- Niccolò Machiavelli, De Heerser (1976)
- Giacomo Leopardi, Gedachten (1977) en Zangen (1991),
- Francesco Petrarca, Sonnetten (en andere gedichten) (1979) en Brieven (1998),
- Giovanni Boccaccio, Verhalen uit de Decamerone. (Jaar onbekend, in elk geval na 1985)
- Michelangelo, Sonnetten (1999)
- Dante Alighieri, De goddelijke komedie (Amsterdam, 1987), La Vita Nuova (Het Nieuwe Leven) (1988) en Het Gastmaal (i.s.m. Kees van Dooren, 2001)
- Dichteressen uit het Cinquecento (1992)
- Gepolijst albast: acht eeuwen Italiaanse poëzie (1994)
- Martialis, Romeinse epigrammen (1996)
- Torquato Tasso, Jeruzalem Bevrijd (2003)